# Mars 2020
Acest articol este despre misiunea NASA de zbor spațial pe Marte. Pentru rover-ul misiunii, consultați Perseverance (rover).
Mars 2020 este o misiune de explorare a planetei Marte cu un rover dezvoltat de Jet Propulsion Laboratory, aceasta a fost lansată la 30 iulie 2020, și a aterizat în craterul Jezero la 18 februarie 2021. Obiectivul principal al acestei noi misiuni este de a căuta urme ale posibililor microbi marțieni și de a colecta mostre de sol. Printre celelalte obiective științifice se numără testarea unei tehnologii pentru producerea de oxigen din atmosfera marțiană, căutarea de apă subterană și studierea prafului și a altor aspecte de mediu.
Misiunea Mars 2020 a fost anunțată de NASA la 4 decembrie 2012, în cadrul reuniunii de toamnă a Uniunii Geofizice Americane din San Francisco. Proiectul roverului este derivat din roverul Curiosity și va folosi multe componente deja fabricate și testate, inclusiv diferite instrumente științifice și un braț robotic.
NASA a anunțat în iunie 2019 că un concurs de numire a roverului va avea loc în toamna lui 2019, votarea celor nouă nume finaliste a avut loc în ianuarie 2020, iar numele câștigător - Perseverance - a fost anunțat la 5 martie 2020.

## Prezentarea misiunii
Roverul Mars 2020 face parte din Programul NASA de explorare a planetei Marte care include cele două nave Mars Odyssey și Mars Reconnaissance Orbiter aflate în prezent pe orbită în jurul planetei și sonda MAVEN care a aterizat pe Marte în septembrie 2016 și studiază atmosfera lui Marte. În mai 2018, a fost lansat landerul InSight pentru a studia interiorul profund al planetei. Misiunea Mars 2022 va căuta semne de condiții locuibile pe Marte în trecutul său și va căuta dovezi — sau biosemnături — din viața microbiană din trecut. Lansarea roverului este planificată în 2020 de pe o rachetă  Atlas V-541, iar  Jet Propulsion Laboratory va administra misiunea.
Echipa "Science Definition" a propus ca roverul să colecteze și să ambaleze 31 de probe de miezuri de rocă și sol de suprafață pentru o misiune ulterioară care le va aduce înapoi pe Terra pentru analiză. În 2015 ei au extins conceptul, planificând să colecteze chiar mai multe probe și să distribuie tuburile în grămezi mici pe suprafața planetei Marte.
În septembrie 2013, NASA a lansat un Anunț de oportunitate pentru ca cercetătorii să propună și să dezvolte instrumentele necesare, inclusiv sistemul de eșantionare a probelor. Instrumentele științifice pentru misiune au fost selectate în iulie 2014, după o competiție deschisă bazată pe obiectivele științifice stabilite cu un an înainte. Știința realizată de instrumentele roverului va oferi contextul necesar analizelor detaliate ale probelor returnate. Președintele echipei "Science Definition" a declarat că NASA nu presupune că viața a existat vreodată pe Marte, dar având în vedere recentele descoperiri ale roverului Curiosity, viața marțiană trecută pare posibilă.

### Obiective
Roverul Mars 2020 va explora un sit care ar fi putut fi locuit. Misiunea va ajuta la studierea habitatului marțian, căutarea semnelor vieții microbiene trecute, va colecta probe de miez de rocă și de sol, și va ajuta la pregătirea viitoarelor misiuni cu echipaj uman.
Roverul va face măsurători și demonstrații tehnologice pentru a ajuta proiectanții unei viitoare expediții umane să înțeleagă pericolele reprezentate de praful marțian, și va testa tehnologia pentru a produce o cantitate mică de oxigen pur (O2) din dioxid de carbon atmosferic marțian (CO2).

## Proiectare

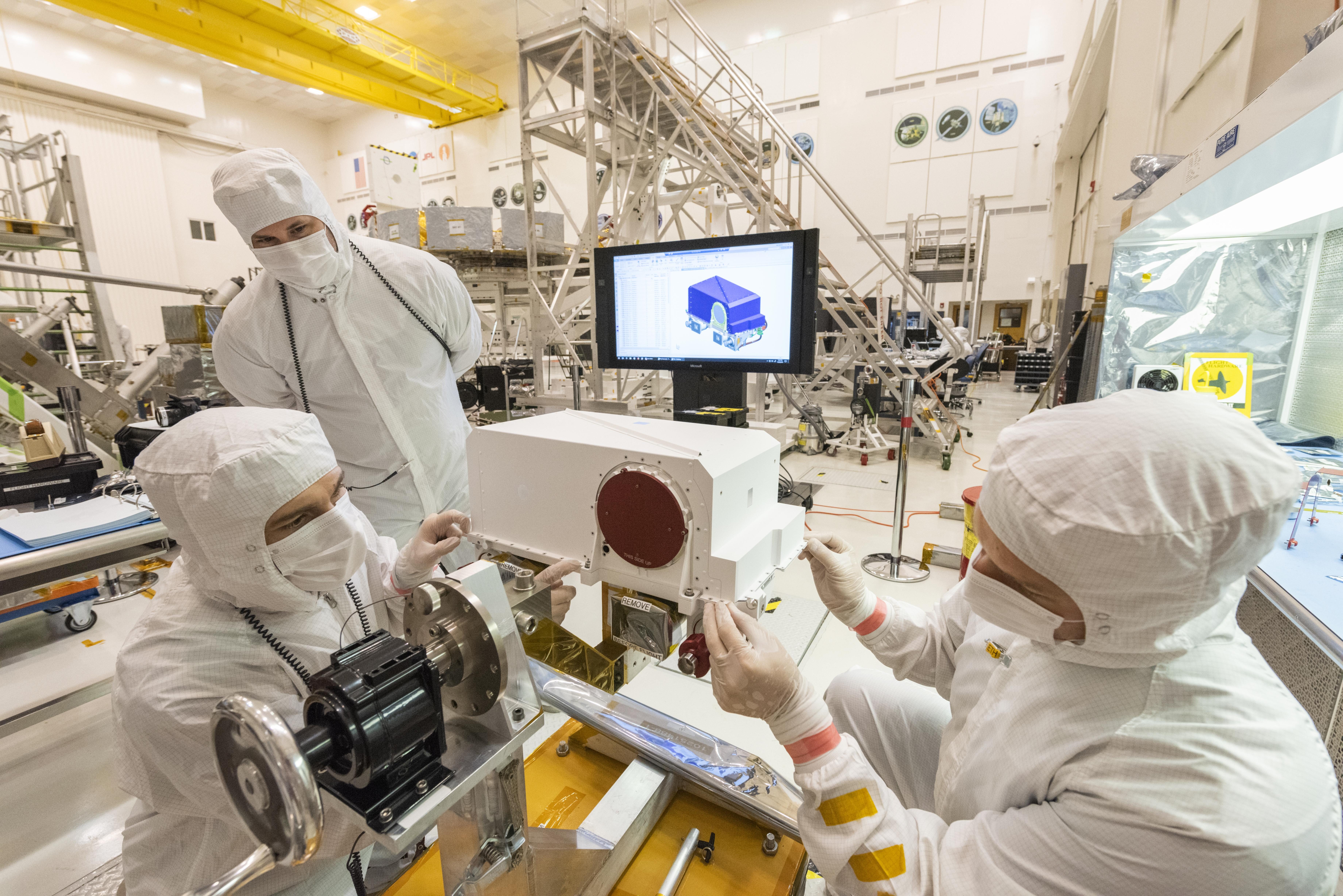
Mars 2020 - Instalarea Camerelor HD (23 mai 2019)

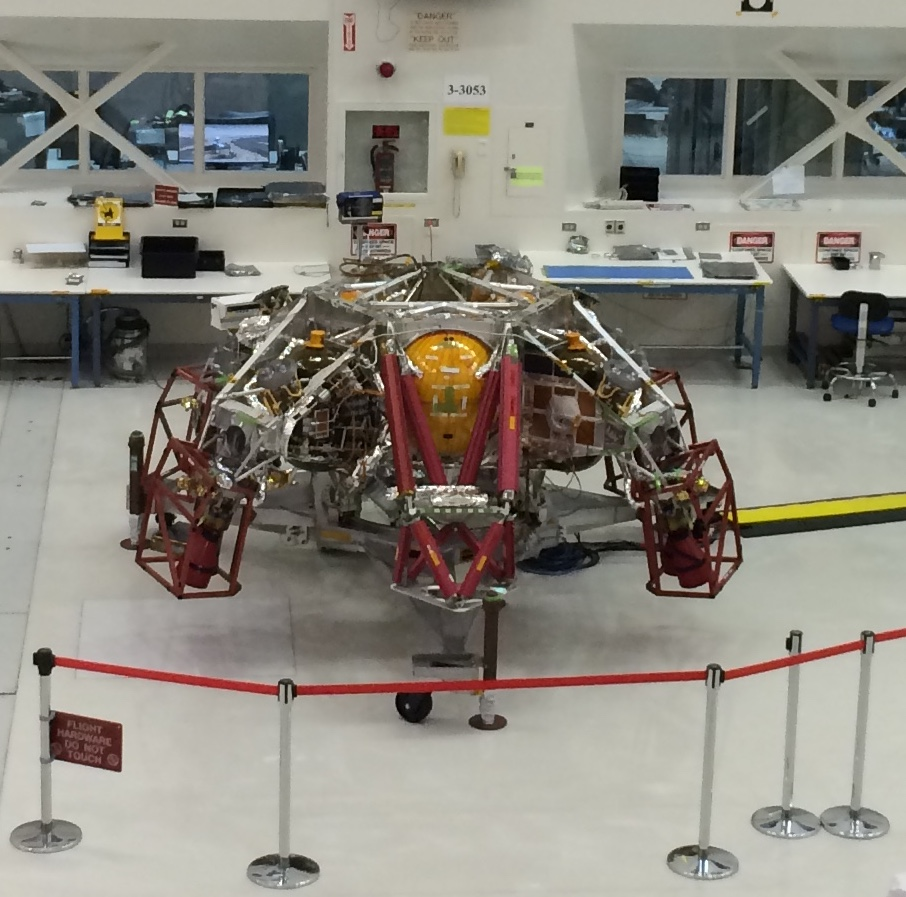
Vehiculul de coborâre, parte a sistemului de aterizare

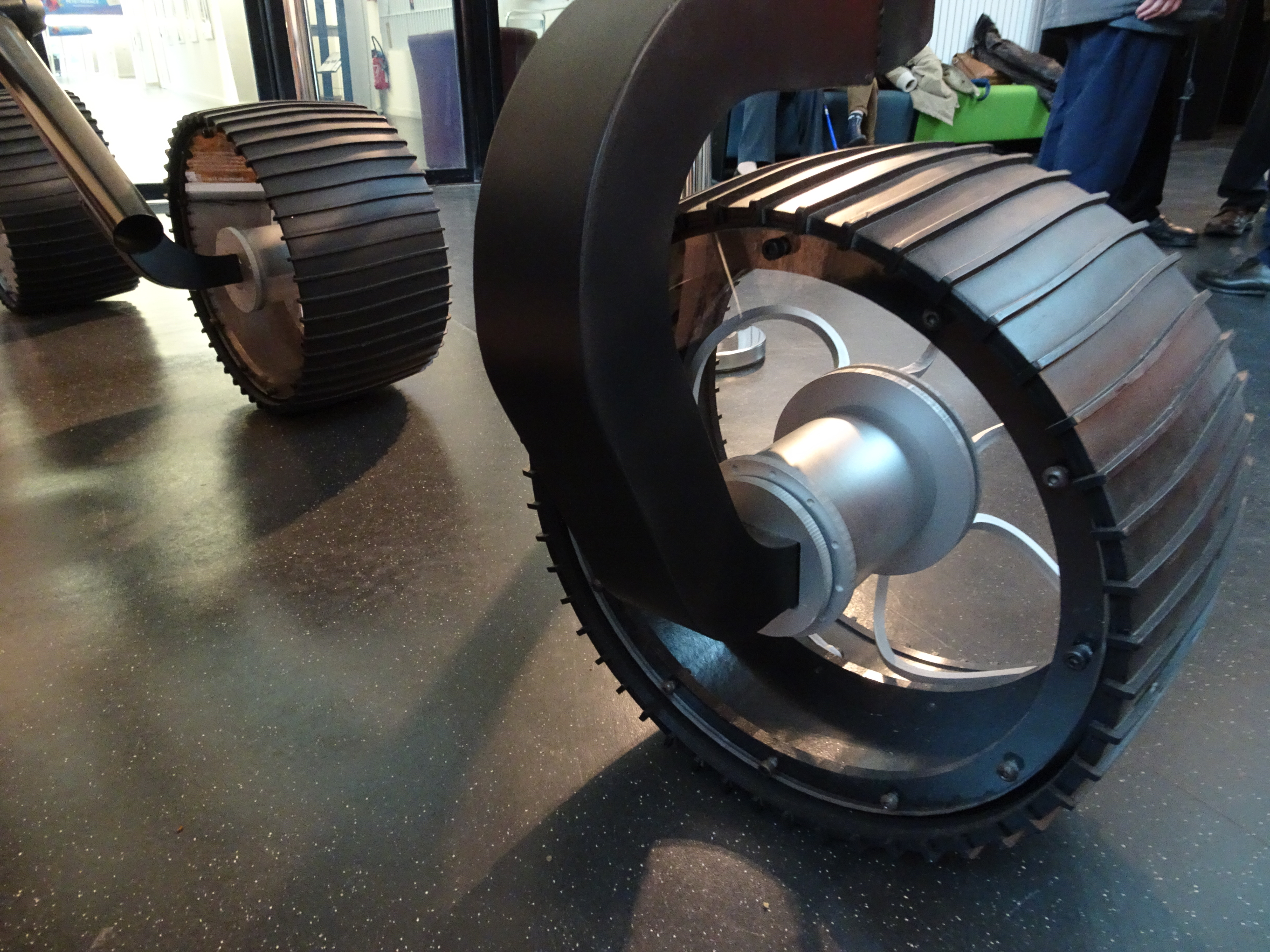
Un model cu dimensiuni complete al roților roverului

Cele trei componente majore ale navei spațiale Mars 2020 sunt: stadiul de croazieră pentru călătoria între Pământ și Marte; Sistemul de intrare, coborâre și aterizare (EDLS) care include aeroshell, parașuta, vehiculul de coborâre și sistemul de aterizare Skycrane; și roverul.
Rover-ul se bazează pe designul Curiosity. În timp ce există diferențe în ceea ce privește instrumentele științifice și ingineria necesară pentru a le susține, întregul sistem de aterizare (inclusiv sistemul de aterizare Skycrane și scutul termic) și șasiul roverului pot fi recreate în mod esențial fără altă inginerie sau cercetare. Aceasta reduce riscul tehnic global pentru misiune, economisind fonduri și timp pentru dezvoltare. Una dintre actualizări este o tehnică de ghidare și control denumită "Terrain Relative Navigation" pentru reglarea fină a direcției în momentele finale ale aterizării.
În octombrie 2016, NASA a raportat folosirea rachetei Xombie pentru a testa sistemul Lander Vision System (LVS), ca parte a tehnologiilor de testare experimentale Coborâre Autonomă și Ascensiune Asistată (ADAPT), pentru aterizarea misiunii Mars 2020, acuratețe și pentru a evita obstacolele. Un generator termoelectric cu radio-izotopi multi-misiune (MMRTG), care a rămas ca o rezervă pentru Curiosity în timpul construcției sale, va alimenta roverul.
Generatorul are o masă de 45 de kilograme și utilizează 4,8 kilograme de dioxid de plutoniu ca sursă de aprovizionare constantă a căldurii care este transformată în energie electrică. Energia electrică generată este de aproximativ 110 wați la lansare, cu o mică scădere în timpul misiunii. Sunt incluse două baterii reîncărcabile litiu-ion pentru a răspunde cerințelor de vârf ale activităților roverului atunci când cererea depășește temporar nivelurile de ieșire electrică constantă ale MMRTG. MMRTG oferă o durată de funcționare de 14 ani și a fost furnizată de NASA de către Departamentul Energiei al SUA. Spre deosebire de panourile solare, MMRTG oferă inginerilor o flexibilitate semnificativă în exploatarea instrumentelor roverului chiar noaptea și în timpul furtunilor de praf și în timpul sezonului de iarnă.
Inginerii au reproiectat roțile roverului Mars 2020 să fie mai robuste decât roțiile roverului Curiosity, care au suferit unele daune. Roverul va avea roți mai groase și mai durabile, din aluminiu, cu o lățime redusă și un diametru mai mare (52,5 cm) decât roțile de 50 cm ale lui Curiosity. Combinația dintre cea mai mare suită de instrumente, noul sistem de prelevare și eșantionare și roțile modificate face ca Mars 2020 să fie mai greu decât predecesorul său, Curiosity, cu 17% (1050 kg față de 899 kg).
Rover-ul va include un braț robot cu cinci articulații de 2,1 m lungime. Brațul va fi utilizat în combinație cu o turelă pentru a analiza probele geologice de pe suprafața marțiană.
Misiunea și lansarea roverului vor costa aproximativ 2,1 miliarde de dolari.  Predecesorul misiunii, Mars Science Laboratory, a costat în total 2,5 miliarde de dolari. Disponibilitatea pieselor de schimb face ca noul rover să fie ceva mai accesibil. Echipa de ingineri a Curiosity este de asemenea implicată în proiectarea roverului.

## Instrumente științifice

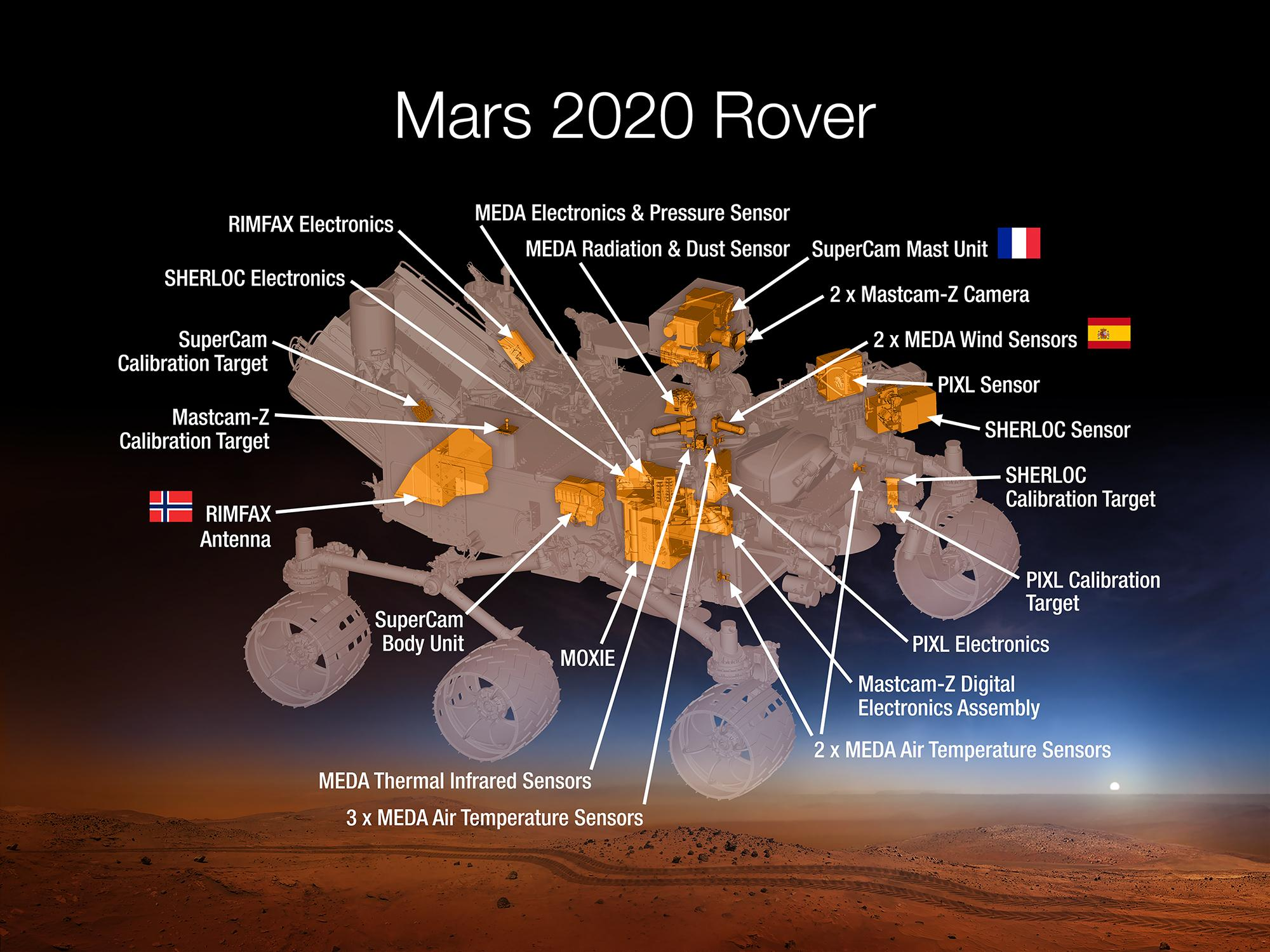
Diagrama care prezintă implementarea diferitelor instrumente alese în iunie 2015

Pe baza obiectivelor științifice, au fost evaluate aproape 60 de propuneri  pentru instrumentația roverului și, la 31 iulie 2014, NASA a anunțat încărcătura utilă pentru rover.
- PIXL (Planetary Instrument For X-Ray Lithochemistry), un spectrometru cu fluorescență de raze X pentru a determina compoziția la scară fină a materialelor de pe suprafața marțiană.[36][37]
- RIMFAX (Radar Imager for Mars' subsurface experiment), un radar care sondează pământul de sub rover pentru a descrie densitățile diferite ale pământului, straturi structurale, roci îngropate, meteoriți și detectarea gheții subterane.[38][39][40] Este situat în spatele inferior al "corpului" rover-ului.
- MEDA (Mars Environmental Dynamics Analyzer), un set de senzori care măsoară temperatura, viteza și direcția vântului, presiunea, umiditatea relativă, radiația și dimensiunea și forma prafului. Acesta va fi furnizat de Centrul spaniol de astrobiologie.[41]
- MOXIE (Mars Oxygen ISRU Experiment), o tehnologie care va produce o mică cantitate de oxigen (O2) din dioxidul de carbon marțian (CO2).[42] Această tehnologie ar putea fi extinsă în viitor pentru sprijinirea vieții umane sau pentru a face combustibilul pentru rachete pentru misiunile de întoarcere.[43]
- SuperCam, o suită de instrumente care poate oferi o analiză a compoziției chimice și mineralogice a rocilor de la distanță. Este o versiune îmbunătațită a ChemCam de pe roverul Curiosity, dar cu două lasere și patru spectrometre care îi permit să identifice de la distanță biosemnatura și să evalueze habitatele trecute.[44]
- Mastcam-Z, un sistem de imagistică stereoscopic cu capacitatea de a mări.
- SHERLOC (Scanning Habitable Environments with Raman and Luminescence for Organics and Chemicals),  un spectrometru ultraviolet Raman care utilizează imagistică la scară redusă și un laser cu raze ultraviolete (UV) pentru a determina mineralogia la scară mică și a detecta compușii organici.[45][46]
- MHS (Mars Helicopter Scout) este un elicopter-dronă alimentat cu energie solară, cu o masă de 1,8 kg, care este testat pentru stabilitatea zborului și pentru potențialul său de a cerceta cel mai bun traseu pentru rover.[47] Micul elicopter este așteptat să zboare de până la cinci ori în timpul testării de 30 de zile și nu va zbura mai mult de 3 minute pe zi. Este un demonstrator tehnologic care va forma baza pe care se pot dezvolta elicoptere mai capabile pentru explorarea aeriana a planetei Marte și a altor obiective planetare cu o atmosferă.[48][49]
- Microfoanele vor fi utilizate în timpul evenimentului de aterizare, în timpul conducerii și la colectarea probelor.[50]
- 23 de camere sunt incluse în roverul Mars 2020.[51]